# Beka Sjekriladze
Beka Sjekriladze (georgiska: ბექა შეყრილაძე), född 28 november 1983, är en georgisk fotbollsmålvakt som spelar för Umaghlesi Liga-klubben Dila Gori.